# Kwasi Sibo
Kwasi Sibo (Wa, 24 gennaio 1998) è un calciatore ghanese, centrocampista del Real Oviedo.

## Carriera
Ha iniziato a giocare a calcio in Ghana nel Cheetah FC. Nel 2017 è stato acquistato dal Banants, con cui ha debuttato l'11 luglio nell'incontro di qualificazione per l'UEFA Europa League perso 2-1 contro il Sarajevo. Ha segnato il suo primo gol il 27 settembre seguente, all'esordio in campionato contro lo Širak. Nell'estate del 2018 è stato acquistato dal Watford e sei mesi più tardi è passato in prestito allo Skënderbeu. Dopo aver trascorso alcune settimane allenandosi con l'Udinese, il 1º agosto 2019 è passato in prestito per una stagione all'Ibiza, accordo in seguito esteso anche alla stagione successiva.
Nell'agosto del 2020 è stato acquistato a titolo definitivo dal Real Betis che lo ha assegnato alla propria squadra B in terza divisione. Il 5 settembre dell'anno successivo ha firmato con l'Amorebieta, dove ha conquistato la promozione in Segunda División giocando una stagione da titolare. Confermatosi elemento imprescindibile anche l'anno successivo, in seguito alla retrocessione in terza divisione il 4 luglio 2024 è stato acquistato dal Real Oviedo.

## Statistiche
Statistiche aggiornate al 29 dicembre 2024.

### Presenze e reti nei club
| Stagione          | Squadra           | Campionato        | Campionato | Campionato | Coppe nazionali | Coppe nazionali | Coppe nazionali | Coppe continentali | Coppe continentali | Coppe continentali | Altre coppe | Altre coppe | Altre coppe | Totale | Totale | Totale |
| Stagione          | Squadra           | Comp              | Pres       | Reti       | Comp            | Pres            | Reti            | Comp               | Pres               | Reti               | Comp        | Pres        | Reti        | Pres   | Reti   |        |
| ----------------- | ----------------- | ----------------- | ---------- | ---------- | --------------- | --------------- | --------------- | ------------------ | ------------------ | ------------------ | ----------- | ----------- | ----------- | ------ | ------ | ------ |
| 2017-2018         | Banants           | BC                | 20         | 3          | CA              | 4               | 0               | UEL                | 2                  | 0                  | -           | -           | -           | 26     | 3      |        |
| gen.-giu. 2019    | Skënderbeu        | KS                | 13         | 1          | CA              | 3               | 0               | -                  | -                  | -                  | -           | -           | -           | 16     | 1      |        |
| 2019-2020         | Ibiza             | SDB               | 13         | 1          | CR              | 3               | 0               | -                  | -                  | -                  | -           | -           | -           | 16     | 1      |        |
| 2020-2021         | Ibiza             | SDB               | 18         | 0          | CR              | 2               | 1               | -                  | -                  | -                  | -           | -           | -           | 20     | 1      |        |
| Totale Ibiza      | Totale Ibiza      | Totale Ibiza      | 31         | 1          |                 | 5               | 1               |                    | -                  | -                  |             | -           | -           | 36     | 2      |        |
| 2021-2022         | Betis B           | PDR               | 32         | 0          | -               | -               | -               | -                  | -                  | -                  | -           | -           | -           | 32     | 0      |        |
| 2022-2023         | Amorebieta        | PF                | 35         | 1          | CR              | 1               | 0               | -                  | -                  | -                  | -           | -           | -           | 36     | 1      |        |
| 2023-2024         | Amorebieta        | SD                | 39         | 1          | CR              | 2               | 0               | -                  | -                  | -                  | -           | -           | -           | 41     | 1      |        |
| Totale Amorebieta | Totale Amorebieta | Totale Amorebieta | 74         | 2          |                 | 3               | 0               |                    | -                  | -                  |             | -           | -           | 77     | 2      |        |
| 2024-2025         | Real Oviedo       | SD                | 16         | 1          | CR              | 1               | 0               | -                  | -                  | -                  | -           | -           | -           | 17     | 1      |        |
| Totale carriera   | Totale carriera   | Totale carriera   | 186        | 8          |                 | 16              | 1               |                    | 2                  | 0                  |             | -           | -           | 204    | 9      |        |